# Amata leimacis
Amata leimacis is een vlinder uit de familie spinneruilen (Erebidae), onderfamilie beervlinders (Arctiinae). De wetenschappelijke naam van de soort is voor het eerst geldig gepubliceerd in 1893 door Holland.
Deze nachtvlinder komt voor in tropisch Afrika.